# Sudan i olympiska spelen
Sudan deltog första gången vid olympiska sommarspelen 1960 i Rom och har sedan dess varit med vid varje olympiskt sommarspel förutom vid spelen 1964 i Tokyo som de missade och spelen 1976 i Montréal och spelen 1980 i Moskva som de bojkottade. De har aldrig deltagit vid de olympiska vinterspelen. De har fram till 2022 totalt vunnit en medalj.

## Medaljer
| Guld | Silver | Brons | Totalt antal medaljer |
| ---- | ------ | ----- | --------------------- |
| 0    | 1      | 0     | 1                     |

### Medaljer efter sommarspel
| Spel                | Idrottare        | Guld | Silver | Brons | Totalt | Placering |
| Rom 1960            | 10               | 0    | 0      | 0     | 0      | –         |
| Tokyo 1964          | Deltog inte      |      |        |       |        |           |
| Mexico City 1968    | 5                | 0    | 0      | 0     | 0      | –         |
| München 1972        | 26               | 0    | 0      | 0     | 0      | –         |
| Montréal 1976       | Deltog inte      |      |        |       |        |           |
| Moskva 1980         | Deltog inte      |      |        |       |        |           |
| Los Angeles 1984    | 5                | 0    | 0      | 0     | 0      | –         |
| Seoul 1988          | 8                | 0    | 0      | 0     | 0      | –         |
| Barcelona 1992      | 6                | 0    | 0      | 0     | 0      | –         |
| Atlanta 1996        | 4                | 0    | 0      | 0     | 0      | –         |
| Sydney 2000         | 3                | 0    | 0      | 0     | 0      | –         |
| Aten 2004           | 5                | 0    | 0      | 0     | 0      | –         |
| Peking 2008         | 9                | 0    | 1      | 0     | 1      | 70        |
| London 2012         | 6                | 0    | 0      | 0     | 0      | –         |
| Rio de Janeiro 2016 | 6                | 0    | 0      | 0     | 0      | –         |
| Tokyo 2020          | 5                | 0    | 0      | 0     | 0      | –         |
| Paris 2024          | 4                | 0    | 0      | 0     | 0      | –         |
| Los Angeles 2028    | Framtida tävling |      |        |       |        |           |
| Brisbane 2032       | Framtida tävling |      |        |       |        |           |
| Totalt              | Totalt           | 0    | 1      | 0     | 1      | 137       |

### Medaljer efter sporter
| Sport            | Guld | Silver | Brons | Totalt |
| Friidrott        | 0    | 1      | 0     | 1      |
| Totalt (1 sport) | 0    | 1      | 0     | 1      |

## Lista över medaljörer
| Medalj | Namn                | Spel        | Sport     | Gren                |
| ------ | ------------------- | ----------- | --------- | ------------------- |
| Silver | Ismail Ahmed Ismail | Peking 2008 | Friidrott | Herrarnas 800 meter |